# Гваихир
Гваихир је измишљени лик из света Џ. Р. Р. Толкина.

## Биографија
Гваихир је био краљ џиновских орлова Маглених планина. Сматрало се да је он наследник великог господара орлова у Аману, Торондора. Владао је од око 2.000. до 3.017. године Трећег доба, када је спасао Мајара Олорина са врха Ортанка. Након тога је предао престо свом најстаријем сину.

### Рана владавина
Његова власт је обежена сарадњом са људима Севера, Дундаинима. Будући да је желео да успостави мир међу свим животињама, забранио је лов на исте и створио први забележени животињски законик који је обавезивао све припаднике законика да поштују равнотежу у природи и све њене законе.
Ускоро је постао најцењенији од свих животињских владара у Средњој земљи.

### У рату
Када је Саурон Маја објавио отворен рат против слободних народа Средње земље, џиновски орлови су побегли у планине. Након неког времена, одлучили су да ипак помогну људима и вилењацима, макар ризиковали и сопствени живот. Њихов предводник је био Гваихир. Орлови су у рату нападали немилосрдно и храбро. Успели су да отерају већину непријатеља, иако су се неки извукли.

### Повратак
Када је непријатељ поражен, орлови су се повукли у своју отаџбину и остали тамо.